# Lijst van voetbalinterlands Irak - Palestina
Deze lijst van voetbalinterlands is een overzicht van alle officiële voetbalinterlands tussen de nationale teams van Irak en Palestina. De landen hebben tot nu toe achttien keer tegen elkaar gespeeld. De eerste ontmoeting was een groepswedstrijd tijdens de West-Azië Cup 2002 op 1 september 2002 in Damascus (Syrië). Het laatste duel, een kwalificatiewedstrijd voor het Wereldkampioenschap voetbal 2026, werd gespeeld in Amman (Jordanië) op 25 maart 2025.

## Wedstrijden
| №  | Plaats    | Datum             | Competitie                  | Wedstrijd        | Uitslag |
| -- | --------- | ----------------- | --------------------------- | ---------------- | ------- |
| 1  | Damascus  | 1 september 2002  | West-Azië Cup 2002          | Irak − Palestina | 2 − 0   |
| 2  | Doha      | 31 maart 2004     | WK 2006 kwalificatie        | Palestina − Irak | 1 − 1   |
| 3  | Teheran   | 19 juni 2004      | West-Azië Cup 2004          | Irak − Palestina | 2 − 1   |
| 4  | Doha      | 16 november 2004  | WK 2006 kwalificatie        | Irak − Palestina | 4 − 1   |
| 5  | Ar Rayyan | 1 december 2005   | West-Aziatische Spelen 2005 | Irak − Palestina | 4 − 0   |
| 6  | Amman     | 17 augustus 2006  | Azië Cup 2007 kwalificatie  | Palestina − Irak | 0 − 3   |
| 7  | Al Ain    | 6 september 2006  | Azië Cup 2007 kwalificatie  | Irak − Palestina | 2 − 2   |
| 8  | Amman     | 18 juni 2007      | West-Azië Cup 2007          | Irak − Palestina | 1 − 0   |
| 9  | Arbil     | 10 juli 2009      | Vriendschappelijk           | Irak − Palestina | 3 − 0   |
| 10 | Bagdad    | 13 juli 2009      | Vriendschappelijk           | Irak − Palestina | 4 − 0   |
| 11 | Amman     | 29 september 2010 | West-Azië Cup 2010          | Palestina − Irak | 0 − 3   |
| 12 | Canberra  | 20 januari 2015   | Azië Cup 2015               | Irak − Palestina | 2 − 0   |
| 13 | Basra     | 8 mei 2018        | Vriendschappelijk           | Irak − Palestina | 0 − 0   |
| 14 | Ar-Ram    | 3 augustus 2018   | Vriendschappelijk           | Palestina − Irak | 0 − 3   |
| 15 | Doha      | 28 december 2018  | Vriendschappelijk           | Irak − Palestina | 1 − 0   |
| 16 | Karbala   | 2 augustus 2019   | West-Azië Cup 2019          | Palestina − Irak | 1 − 2   |
| 17 | Basra     | 10 oktober 2024   | WK 2026 kwalificatie        | Irak − Palestina | 1 − 0   |
| 18 | Amman     | 25 maart 2025     | WK 2026 kwalificatie        | Palestina − Irak | 2 − 1   |

## Samenvatting
| Competitie             | Totaal gespeeld | Winst Irak | Gelijk | Winst Palestina | Doelsaldo Irak – Palestina |
| ---------------------- | --------------- | ---------- | ------ | --------------- | -------------------------- |
| WK-kwalificatie        | 4               | 2          | 1      | 1               | 7 − 4                      |
| Azië Cup               | 1               | 1          | 0      | 0               | 2 − 0                      |
| Azië Cup-kwalificatie  | 2               | 1          | 1      | 0               | 5 − 2                      |
| West-Azië Cup          | 5               | 5          | 0      | 0               | 10 − 2                     |
| West-Aziatische Spelen | 1               | 1          | 0      | 0               | 4 − 0                      |
| Vriendschappelijk      | 5               | 4          | 1      | 0               | 11 − 0                     |
| Totaal                 | 18              | 14         | 3      | 1               | 39 − 8                     |

IFA · A-internationals · Statistieken · Iraaks vrouwenelftal · Irak U21 · Irak U20 · Irak U19 · Irak U18 · Irak U17
1950 – 1969 ·
1970 – 1979 ·
1980 – 1989 ·
1990 – 1999 ·
2000 – 2009 ·
2010 – 2019 ·
2020 − 2029
Afghanistan ·
Algerije ·
Argentinië ·
Australië ·
Azerbeidzjan ·
Bahrein ·
België ·
Bolivia ·
Botswana ·
Brazilië ·
Cambodja ·
Chili ·
China ·
Colombia ·
Congo-Kinshasa ·
Cyprus ·
DDR ·
Ecuador ·
Egypte ·
Estland ·
Filipijnen ·
Finland ·
Ghana ·
Guinee ·
Hongkong ·
India ·
Indonesië ·
Iran ·
Japan ·
Jemen ·
Jordanië ·
Kazachstan ·
Kenia ·
Kirgizië ·
Koeweit ·
Libanon ·
Liberia ·
Libië ·
Macau ·
Maleisië ·
Marokko ·
Mauritanië ·
Mexico ·
Myanmar ·
Nepal ·
Nieuw-Zeeland ·
Noord-Korea ·
Oeganda ·
Oezbekistan ·
Oman ·
Pakistan ·
Palestina ·
Paraguay ·
Peru ·
Polen ·
Qatar ·
Roemenië ·
Rusland ·
Saoedi-Arabië · 
Sierra Leone · 
Singapore ·
Soedan ·
Spanje · 
Sri Lanka ·
Syrië · 
Tadzjikistan · 
Taiwan · 
Thailand · 
Trinidad en Tobago ·
Tunesië ·
Turkije ·
Turkmenistan ·
Uruguay ·
Verenigde Arabische Emiraten ·
Vietnam ·
Zambia ·
Zuid-Afrika ·
Zuid-Jemen ·
Zuid-Korea
PFF · 
Bondscoaches · 
A-internationals · 
Palestijns vrouwenelftal
1953 – 1959 ·
1960 – 1969 ·
1970 – 1979 ·
1980 – 1989 ·
1990 – 1999 ·
2000 – 2009 ·
2010 – 2019 ·
2020 − 2029
Afghanistan ·
Australië ·
Azerbeidzjan ·
Bahrein ·
Bangladesh ·
Bhutan ·
Burundi ·
Cambodja ·
Chili · 
China ·
Comoren ·
Egypte ·
Filipijnen ·
Griekenland ·
Guam ·
Hongkong ·
India ·
Indonesië ·
Irak ·
Iran ·
Japan ·
Jemen ·
Jordanië ·
Kazachstan ·
Kirgizië ·
Koeweit ·
Libanon ·
Libië ·
Malediven ·
Maleisië ·
Marokko ·
Mauritanië ·
Mongolië ·
Myanmar ·
Nepal ·
Noord-Korea ·
Oezbekistan ·
Oman ·
Oost-Timor ·
Pakistan ·
Qatar ·
Saoedi-Arabië ·
Seychellen ·
Singapore ·
Soedan ·
Sri Lanka ·
Syrië ·
Tadzjikistan ·
Taiwan ·
Tanzania ·
Thailand · 
Turkmenistan ·
Verenigde Arabische Emiraten ·
Vietnam ·
Zuid-Korea